# Renzo Zanazzi
Renzo Zanazzi (* 5. April 1924 in Gazzuolo; † 28. Januar 2014 in Mailand) war ein italienischer Radrennfahrer.

## Sportliche Laufbahn
Als Amateur war er vor allem in Querfeldeinrennen erfolgreich.
Er war Profi von 1945 bis 1952. Seinen ersten Vertrag als Berufsfahrer hatte er mit dem Radsportteam Legnano. Seine bedeutendsten Erfolge waren drei Etappensiege im Giro d’Italia, er gewann eine Etappe 1946 und zwei 1947. 1947 trug er das Rosa Trikot des Spitzenreiters für drei Tage. 
1946 konnte er einen Tagesabschnitt der Tour de Suisse für sich entscheiden. 1947 siegte er im Eintagesrennen Zürich–Lausanne und wurde Zweiter in der Meisterschaft von Zürich hinter Charles Guyot. 
Den Giro d’Italia fuhr er fünfmal, 1946 wurde er 32., 1947 15., 1950 57., 1952 75. 1948 beendete er das Etappenrennen nicht. In der Tour de France 1951 schied er aus.

## Berufliches
Nach seiner Karriere eröffnete er in Mailand eine Fahrradwerkstatt.